# Eurythoe complanata
Eurythoe complanata  (лат.) — вид морских многощетинковых червей из семейства Amphinomidae. Достигают 10—15 см. Обитают на глубинах до 20 м. По бокам сегментированного тела расположены пучки ядовитых щетинок, которые могут вызвать ожоги тела, представляя опасность для дайверов. Обитают в коралловых рифах, поедая придонных мелких беспозвоночных и коралловые полипы.

## Распространение
Тропические моря трёх океанов: Красное море, Аравийское море, Бенгальский залив, Карибское море, Гавайский архипелаг, Северо-восточный континентальный шельф США, течение Агульяс, Тихоокеанское побережье центральной Америки, Прибрежное Сомалийское течение, Североавстралийский шельф, Индонезия, Сейшельские острова, Мальдивы и Микронезия.

## Иллюстрации

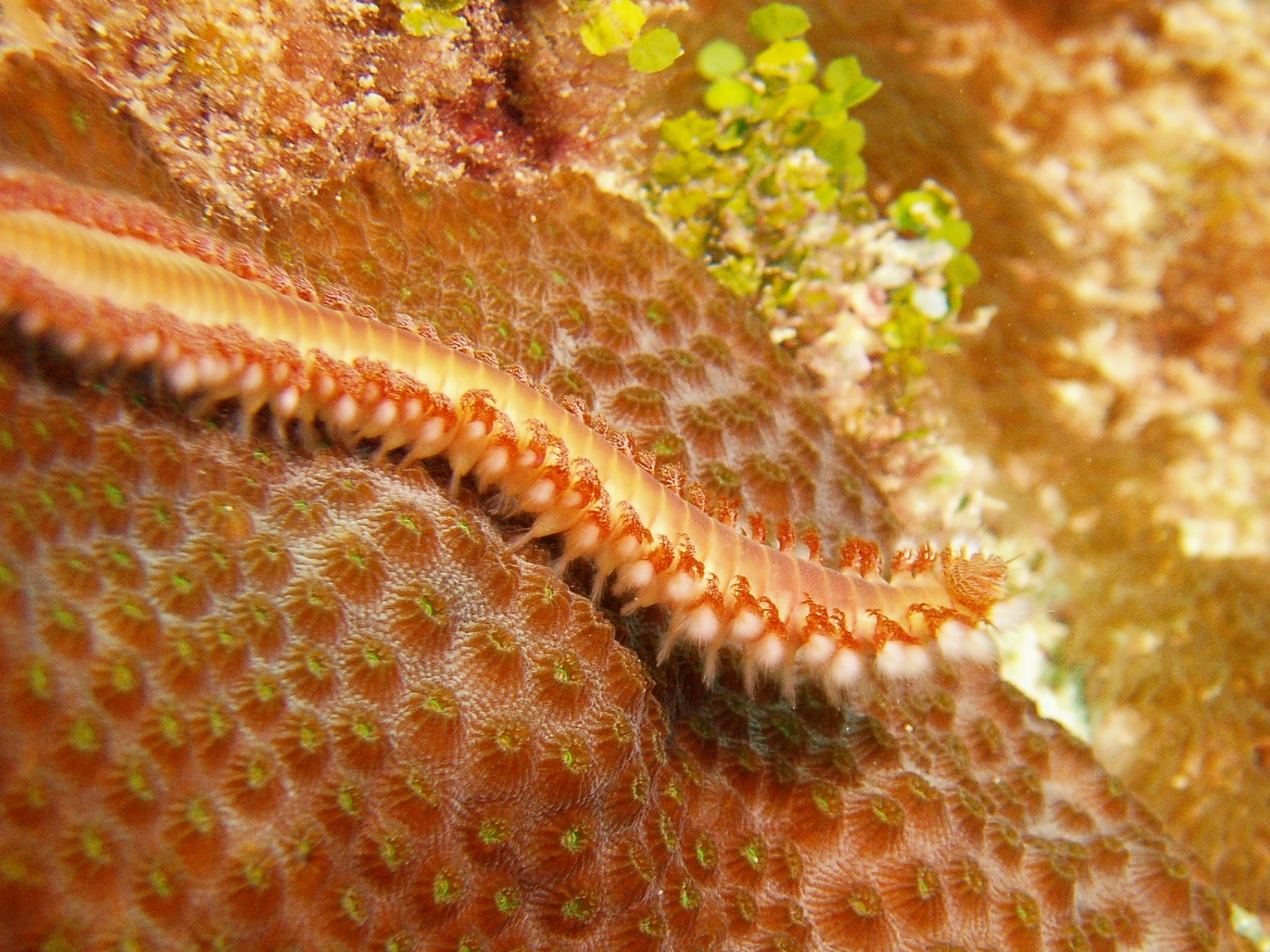
Eurythoe complanata (Американские Виргинские острова)